# جونینیو بوتلو
جونینیو بوتلو (به پرتغالی: José Francisco da Silva Botelho Júnior) هافبک اهل برزیل است که در شهر پورتو الگره و در تاریخ ۱۹ ژانویهٔ ۱۹۸۷ به دنیا آمده‌است.
جونینیو بوتلو در تیم‌های فوتبال Grêmio سابقهٔ حضور دارد.